# San Giorgio nella foresta
San Giorgio nella foresta è un dipinto a olio su tavola (22,5x28,2 cm) di Albrecht Altdorfer, databile al 1510 e conservato nell'Alte Pinakothek a Monaco di Baviera. 

## Descrizione e stile
L'opera è un ottimo esempio dello stile della scuola danubiana, di cui Altdorfer fu uno dei più importanti protagonisti.
San Giorgio a cavallo che combatte col dragone appare infatti come un pretesto, relegato nell'estremità inferiore della tavola, per rappresentare la magia del paesaggio boscoso, aspro e selvaggio, che evoca un'arcana atmosfera densa di suggestioni, in cui le figure umane, capovolgendo il rapporto tradizionale, appaiono piccole e succubi delle forze naturali. La cromia è intonata ai toni verdi e bruni, con un'improvvisa apertura paesistica in posizione inconsueta, in basso a destra, dove lo sguardo può spaziare lontano verso le montagne che si perdono in lontananza.